# راي روبنسون (صحفي)
راي روبنسون (بالإنجليزية: Ray Robinson)‏ هو صحفي أسترالي، ولد في 1905، وتوفي في 1982.